# Wim Spaepen
Wim Spaepen (Leuven, 22 juli 1983) is een Belgisch violist uit Vlaams-Brabant.

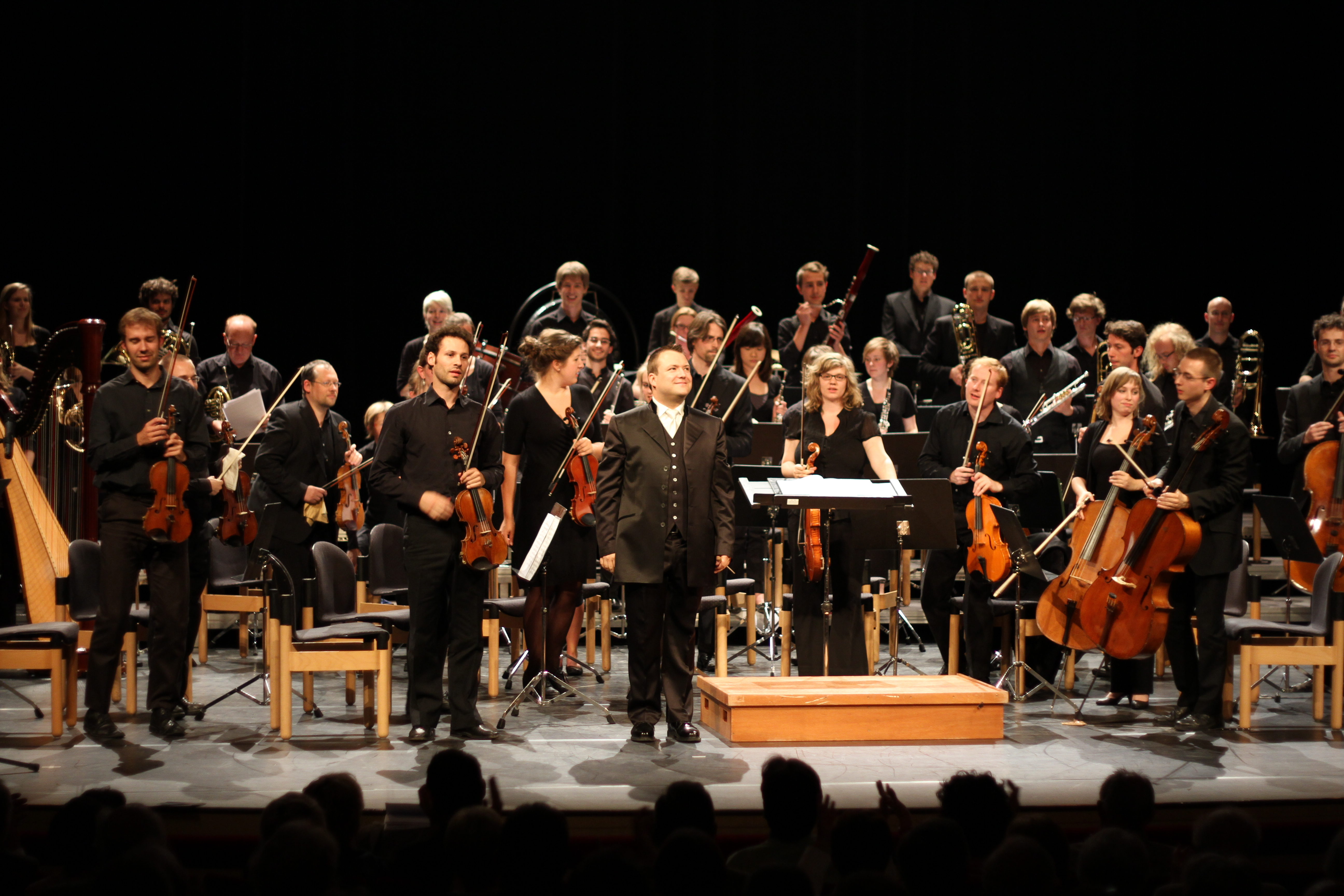
Wim Spaepen als concertmeester bij Frascati Symphonic o.l.v. Kris Stroobants

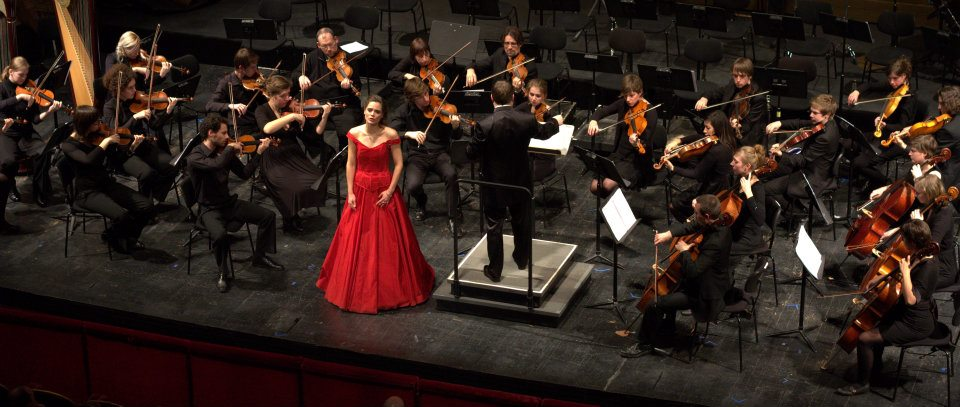
Spaepen met Frascati Symphonic en sopraan Noémie Schellens in de Muntschouwburg

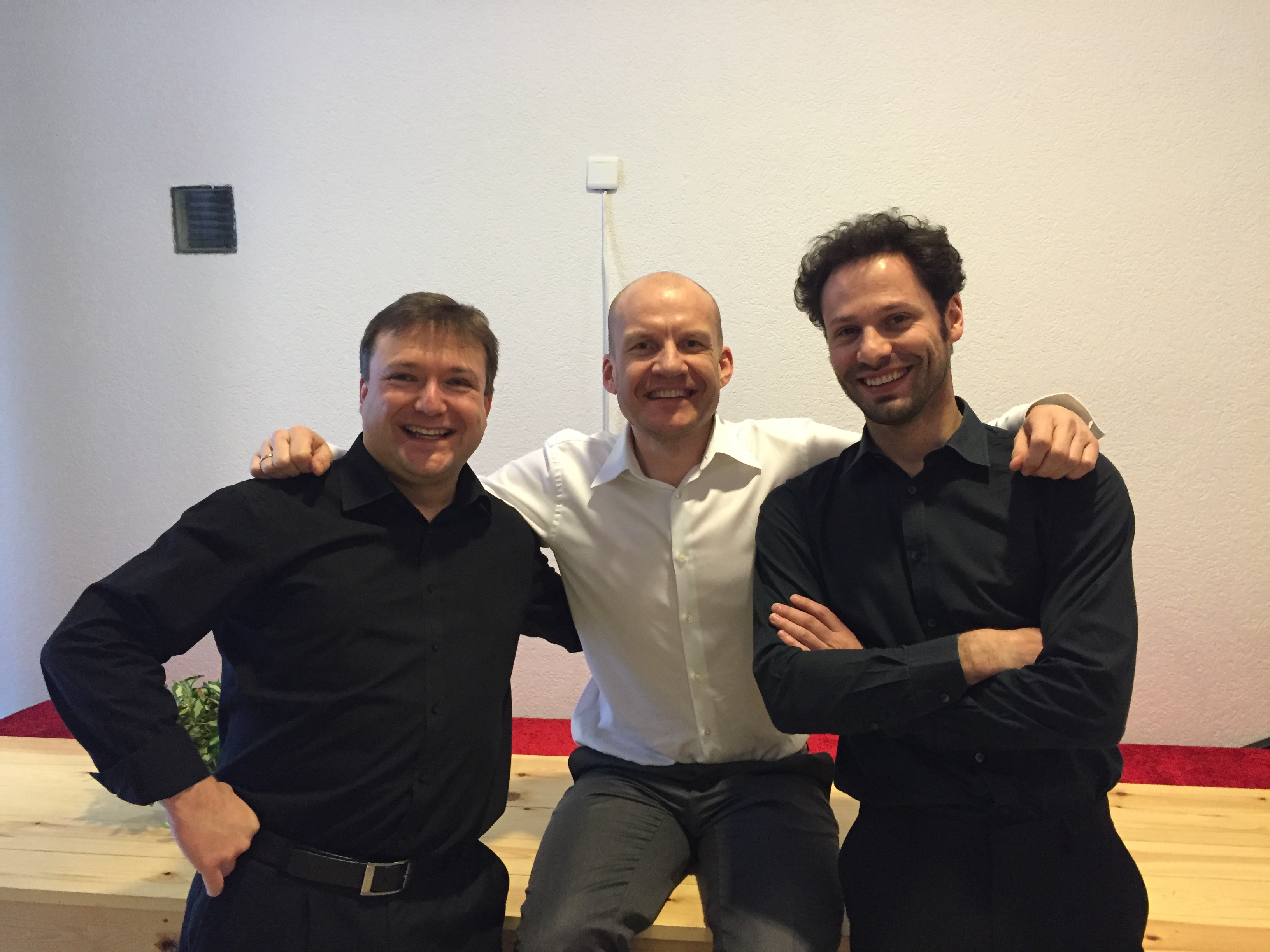
Dirigent Kris Stroobants, Klarinettist Roeland Hendrikx en Wim Spaepen

## Opleiding
Spaepen kreeg als kind les van Maurits Goossens en volgde daarna zijn opleiding op het Stedelijk Conservatorium van Leuven waar hij in 2001 met de grootste onderscheiding afstudeerde. Hierna studeerde hij aan het Leuvense Lemmensinstituut bij Otto Derolez, en studeerde in 2006  met grote onderscheiding af als master in de muziek. Hierna volgde hij lessen in kamermuziek bij Roel Dieltiens en Marc Tooten. Tijdens zijn studies volgde hij masterclasses bij pedagogen als Miguel Negri, Kati Sebestyen, Ervin Schiffer, Eduard Schmieder, Corrado Bolsi, Johannes Leertouwer en Midori Seiler. In 2006 werd hij toegelaten tot de  Negri Violin School te Valencia.

## Werkzaamheden
Sinds 2008 is hij concertmeester van het Leuvense orkest Frascati Symphonic. Tot 2014 combineerde hij deze functie met zijn positie als eerste violist in het Magogo Kamerorkest te Tilburg. In 2015 bracht hij zijn eerste album Sweet Memories uit, een mix van bekende romantische en Belgische composities. Begin 2017 richtte Wim Spaepen het Ataneres Ensemble op, een kamerensemble dat optreedt met toegankelijke werken en in te huren is als begeleidingorkest voor koren en studiowerk. In 2017 werd Spaepens tweede album La Bachisiana digitaal uitgebracht. Op dit staat onder andere een samengestelde sonate van Bach en Ysaye alsook La Follia, een werk van de Belgische componist Piet Swerts dat nog nooit eerder werd opgenomen.

## Ensembles
- Magogo Kamerorkest (Tilburg, Nederland)
- Frascati Symphonic (Leuven, België)
- Ataneres Ensemble (Leuven, België)

## Onderscheidingen
- Kiwanis Award
- European String Competition (Luxemburg, 2005): Bronze Medal

## Opnames
- La Bachisiana (2017) - solo viool, Wim Spaepen
- Sweet Memories (2015) - viool, Wim Spaepen en piano, Frederik Martens
- All Is Waiting (Jodymoon)
- The Life You Never Planned On (Jodymoon)
- Songs For My Father (Jo Didderen)
- Onderhuids (Jos Hol)